# Plantilles de futbol als Jocs Olímpics d'estiu de 1920
Als Jocs Olímpics d'Estiu de 1920 es va disputar la competició de futol masculina. Aquestes són les plantilles oficials de les 14 seleccions que hi van prendre part. Estan ordenades per ordre alfabètic. El torneig olímpic es va disputar entre el 28 d'agost i el 5 de setembre.a Anvers, Brussel·les i Gant.

## Bèlgica
Entrenador: Raoul Daufresne de la Chevalerie
| Dorsal | Posició | Jugador              | Data de naixement/edat           | Partits | Gols | Club                  |
| ------ | ------- | -------------------- | -------------------------------- | ------- | ---- | --------------------- |
|        | MF      | Félix Balyu          | 5 d'agost de 1891 (29 anys)      |         |      | Club Brugge           |
|        | MF      | Désiré Bastin        | 4 de març de 1900 (20 anys)      |         |      | Royal Antwerp         |
|        | MF      | Mathieu Bragard      | 10 de març de 1895 (25 anys)     |         |      | R.C.S. Verviétois     |
|        | MF      | Julien Cnudde        | 22 de maig de 1897 (23 anys)     |         |      | Union St. Gilloise    |
|        | FW      | Robert Coppée        | 22 d'abril de 1895 (25 anys)     |         |      | Union St. Gilloise    |
|        | GK      | Jean De Bie          | 9 de maig de 1892 (28 anys)      |         |      | R.R.C. de Bruxelles   |
|        | DF      | Léopold De Groof     | 2 de febrer de 1896 (24 anys)    |         |      | Royal Antwerp         |
|        | FW      | François Dogaer      | 6 de juliol de 1897 (23 anys)    |         |      | K.R.C. Mechelen       |
|        | MF      | André Fierens        | 8 de febrer de 1898 (22 anys)    |         |      | Beerschot             |
|        | MF      | Émile Hanse          | 10 d'agost de 1892 (28 anys)     |         |      | Union St. Gilloise    |
|        | FW      | Georges Hebdin       | 19 d'abril de 1889 (31 anys)     |         |      | Union St. Gilloise    |
|        | MF      | Henri Larnoe         | 18 de maig de 1897 (23 anys)     |         |      | Beerschot             |
|        | FW      | Georges Michel       | 29 d'abril de 1898 (22 anys)     |         |      | Léopold Football Club |
|        | DF      | Joseph Musch         | 12 d'octubre de 1893 (26 anys)   |         |      | Union St. Gilloise    |
|        | FW      | Fernand Nisot        | 11 d'abril de 1895 (25 anys)     |         |      | Leopold Football Club |
|        | MF      | August Pelsmaeker    | 15 de novembre de 1899 (20 anys) |         |      | Beerschot             |
|        | DF      | Armand Swartenbroeks | 30 de juny de 1892 (28 anys)     |         |      | Daring Club           |
|        | FW      | Ivan Thys            | 29 d'abril de 1897 (23 anys)     |         |      | Beerschot             |
|        | MF      | Louis van Hege       | 8 de maig de 1889 (31 anys)      |         |      | Union St. Gilloise    |
|        | GK      | Léon Vandermeiren    | 8 de gener de 1896 (24 anys)     |         |      | Daring Club           |
|        | DF      | Oscar Verbeeck       | 6 de juny de 1891 (29 anys)      |         |      | Union St. Gilloise    |
|        | FW      | Fernand Wertz        | 29 de gener de 1894 (26 anys)    |         |      | Royal Antwerp         |

## Dinamarca
Entrenador: Jack Carr
| Dorsal | Posició | Jugador                | Data de naixement/edat           | Partits | Gols | Club    |
| ------ | ------- | ---------------------- | -------------------------------- | ------- | ---- | ------- |
|        | MF      | Gunnar Aaby            | 9 de juliol de 1895 (25 anys)    | 5       |      | AB      |
|        | FW      | Bernhard V. Andersen   | 5 de febrer de 1892 (28 anys)    | 4       |      | BK Frem |
|        | MF      | Paul Berth             | 7 d'abril de 1890 (30 anys)      | 22      |      | AB      |
|        | DF      | Steen Steensen Blicher | 11 de gener de 1899 (21 anys)    | 2       |      | KB      |
|        | FW      | Leo Dannin             | 26 de març de 1898 (22 anys)     | 2       |      | KB      |
|        | GK      | Poul Graae             | 20 d'octubre de 1899 (20 anys)   | 0       |      | KB      |
|        | DF      | Christian Grøthan      | 19 de novembre de 1890 (29 anys) | 19      |      | B.93    |
|        | FW      | Carl Hansen            | 17 de maig de 1898 (22 anys)     | 5       |      | B 1903  |
|        | GK      | Sophus Hansen          | 16 de novembre de 1889 (30 anys) | 30      |      | BK Frem |
|        | MF      | Jens Jensen            | 15 de novembre de 1890 (29 anys) | 0       |      | B 1903  |
|        | FW      | Viggo Jørgensen        | 8 d'agost de 1899 (21 anys)      | 0       |      | B 1903  |
|        | DF      | Vilhelm Jørgensen      | 27 de maig de 1897 (23 anys)     | 12      |      | B 1903  |
|        | DF      | Ivar Lykke             | 7 de març de 1889 (31 anys)      | 26      |      | KB      |
|        |         | Forechhammer           |                                  |         |      |         |
|        | DF      | Kristian Middelboe     | 24 de març de 1881 (39 anys)     |         |      | KB      |
|        | MF      | Nils Middelboe         | 5 d'octubre de 1887 (32 anys)    | 14      |      | Chelsea |
|        | FW      | Poul Nielsen           | 17 de juny de 1895 (25 anys)     | 0       |      | ØB      |
|        | FW      | Alf Olsen              | 3 de setembre de 1893 (26 anys)  | 8       |      | KB      |
|        | DF      | Svend Ringsted         | 30 d'agost de 1893 (26 anys)     | 3       |      | AB      |
|        | FW      | Michael Rohde          | 3 de març de 1894 (26 anys)      | 13      |      | B.93    |
|        | DF      | Fritz Tarp             | 2 d'agost de 1899 (21 anys)      | 2       |      | B.93    |
|        | MF      | Samuel Thorsteinsson   | 1 de gener de 1883 (37 anys)     |         |      | AB      |

## Egipte
NOTA: L'Associació Egípcia de Futbol fou creada el 1921, per la qual cosa aquest equip no pot ser considerat l'equip nacional, sinó una selecció de futbolistes egipcis.
Entrenador:
| Dorsal | Posició | Jugador              | Data de naixement/edat           | Partits | Gols | Club              |
| ------ | ------- | -------------------- | -------------------------------- | ------- | ---- | ----------------- |
|        | MF      | Tewfik Abdullah      | 23 de juny de 1897 (23 anys)     |         |      | Al-Ahly           |
|        | FW      | Sayed Abaza          |                                  |         |      | Al-Ahly           |
|        | MF      | Hassan Allouba       |                                  |         |      | Tersana           |
|        | MF      | Ali El-Hassani       | 1897                             |         |      | Al-Ahly           |
|        | DF      | Mohamed El-Sayed     |                                  |         |      | Al-Sekka Al-Hadid |
|        | DF      | Abdel Salam Hamdy    | 1894                             |         |      | Al-Mokhtalat SC   |
|        | FW      | Hussein Hegazi       | 14 de setembre de 1891 (28 anys) |         |      | Al-Ahly           |
|        | MF      | Gamil Osman          |                                  |         |      | Al-Ahly           |
|        | FW      | Zaki Osman           | 14 d'octubre de 1898 (21 anys)   |         |      | Al-Ahly           |
|        | MF      | Riad Shawki          | 1893                             |         |      | Al-Ahly           |
|        | GK      | Kamel Taha           | 1897                             |         |      | Al-Ahly           |
|        | FW      | Khalil Hosni         |                                  |         |      | Zamalek           |
|        | DF      | Mohamed Gabr         |                                  |         |      | Zamalek           |
|        | FW      | Mahmoud Saqr Mokhtar |                                  |         |      | Al-Ahly           |
|        | FW      | Abbas Safwat         |                                  |         |      | Al-Ahly           |
|        | GK      | Mahmoud Marei        |                                  |         |      | Zamalek           |

## Espanya
Entrenador: Francisco Bru
| Dorsal | Posició | Jugador                                 | Data de naixement/edat           | Partits | Gols | Club                |
| ------ | ------- | --------------------------------------- | -------------------------------- | ------- | ---- | ------------------- |
|        | FW      | Patricio Arabolaza                      | 17 de març de 1893 (27 anys)     | 0       |      | Real Unión          |
|        | DF      | Mariano Arrate                          | 12 d'agost de 1892 (28 anys)     | 0       |      | Reial Societat      |
|        | MF      | Juan Artola                             | 29 de novembre de 1895 (24 anys) | 0       |      | Reial Societat      |
|        | DF      | José María Belausteguigoitia «Belauste» | 3 de setembre de 1889 (30 anys)  | 0       |      | Athletic Bilbao     |
|        | MF      | Sabino Bilbao                           | 11 de desembre de 1897 (22 anys) | 0       |      | Athletic Bilbao     |
|        | DF      | Manuel Carrasco Alonso                  |                                  | 0       |      | Real Unión          |
|        | GK      | Agustín Eizaguirre                      | 7 d'octubre de 1897 (22 anys)    | 0       |      | Reial Societat      |
|        | MF      | Ramón Eguiazábal                        | 14 d'abril de 1896 (24 anys)     | 0       |      | Real Unión          |
|        | MF      | Roman Emery                             |                                  | 0       |      | Real Unión          |
|        | FW      | Ramón Gil «Moncho Gil»                  | 16 d'agost de 1897 (23 anys)     | 0       |      | Real Vigo Sporting  |
|        | FW      | Domingo Acedo                           | 6 de juny de 1898 (22 anys)      | 0       |      | Athletic Bilbao     |
|        | GK      | Ramón González Figueroa                 | 1898                             | 0       |      | Real Vigo Sporting  |
|        | FW      | Silverio Izaguirre                      | 26 d'abril de 1898 (22 anys)     | 0       |      | Reial Societat      |
|        | FW      | Rafael Moreno «Pichichi»                | 23 de maig de 1892 (28 anys)     | 0       |      | Athletic Bilbao     |
|        | DF      | Luis Otero                              | 22 d'octubre de 1893 (26 anys)   | 0       |      | Real Vigo Sporting  |
|        | FW      | Francisco Pagazaurtundúa «Pagaza»       | 20 d'octubre de 1894 (25 anys)   | 0       |      | Racing de Santander |
|        | MF      | José Samitier                           | 2 de febrer de 1902 (18 anys)    | 0       |      | FC Barcelona        |
|        | MF      | Agustín Sancho                          | 3 de setembre de 1896 (23 anys)  | 0       |      | FC Barcelona        |
|        | FW      | Félix Sesúmaga                          | 12 d'octubre de 1898 (21 anys)   | 0       |      | FC Barcelona        |
|        | DF      | Pedro Vallana                           | 29 de novembre de 1897 (22 anys) | 0       |      | Arenas de Guecho    |
|        | FW      | Joaquín Vázquez                         | 9 de novembre de 1897 (22 anys)  | 0       |      | Racing de Ferrol    |
|        | GK      | Ricardo Zamora                          | 21 de gener de 1901 (19 anys)    | 0       |      | FC Barcelona        |

## França
Entrenador:  Fred Pentland
| Dorsal | Posició | Jugador            | Data de naixement/edat           | Partits | Gols | Club               |
| ------ | ------- | ------------------ | -------------------------------- | ------- | ---- | ------------------ |
|        | MF      | Henri Bard         | 29 d'abril de 1892 (28 anys)     |         |      | CA Paris           |
|        | MF      | Jean Batmale       | 18 de setembre de 1895 (24 anys) |         |      | US Clichy          |
|        | DF      | Édouard Baumann    | 4 de març de 1895 (25 anys)      |         |      | RC Paris           |
|        |         | Oscar Bongard      |                                  |         |      | AS Strasbourg      |
|        | MF      | Philippe Bonnardel | 28 de juliol de 1899 (21 anys)   |         |      | Gallia Club Paris  |
|        | FW      | Jean Boyer         | 2 de febrer de 1901 (19 anys)    |         |      | CASG Paris         |
|        | FW      | Jules Dewaquez     | 9 de març de 1899 (21 anys)      |         |      | Olympique de Paris |
|        | FW      | Raymond Dubly      | 5 de novembre de 1893 (26 anys)  |         |      | RC Roubaix         |
|        | FW      | Maurice Gastiger   | 3 octubre 1896                   |         |      | FEC Levallois      |
|        |         | Pierre Gastiger    |                                  |         |      | FEC Levallois      |
|        | MF      | Maurice Gravelines | 17 juliol 1891                   |         |      | Olympique Lillois  |
|        | MF      | François Hugues    | 13 d'agost de 1896 (24 anys)     |         |      | Red Star           |
|        | DF      | Léon Huot          | 31 de desembre de 1898 (21 anys) |         |      | CA Vitry           |
|        | FW      | André Lassalle     |                                  |         |      | Stade Bordelais    |
|        | GK      | André Le Bidois    |                                  |         |      | Sotteville FC      |
|        | MF      | Maurice Leroux     |                                  |         |      | FC Dieppe          |
|        | DF      | Pierre Mony        |                                  |         |      | US Boulogne        |
|        | FW      | Paul Nicolas       | 4 de novembre de 1899 (20 anys)  |         |      | Red Star           |
|        | GK      | Albert Parsys      | 2 de juny de 1890 (30 anys)      |         |      | US Tourcoing       |
|        | MF      | René Petit         | 8 d'octubre de 1899 (20 anys)    |         |      | Stade Bordelais    |
|        | DF      | Alfred Roth        | 1891                             |         |      | AS Strasbourg      |

Maurice Gastiger and Pierre Gastiger - two brothers

## Grècia
Entrenador: Georgios Kalafatis
| Dorsal | Posició | Jugador                 | Data de naixement/edat | Partits | Gols | Club                     |
| ------ | ------- | ----------------------- | ---------------------- | ------- | ---- | ------------------------ |
|        | FW      | Georgios Andrianopoulos | 1900                   | 0       |      | Piraikos Syndesmos       |
|        | FW      | Yiannis Andrianopoulos  | 1900                   | 1       |      | Piraiki Enosi            |
|        | FW      | Georgios Chatziandreou  | 1899                   | 1       |      | Piraikos Syndesmos       |
|        | GK      | Dimitris Demertzis      |                        | 0       |      | P.P.A.O.                 |
|        | MF      | Sotiris Despotopoulos   |                        | 0       |      | Panionios Smyrni - Izmir |
|        | FW      | Theodoros Dimitriou     | 1899                   | 1       |      | Panionios Smyrni - Izmir |
|        | GK      | Antonis Fotiadis        | 1899                   | 1       |      | Apollon Smyrni - Izmir   |
|        | DF      | Agamenon Gilis          | 1899                   | 1       |      | Apollon Smyrni - Izmir   |
|        | MF      | Dimitris Gotis          | 1899                   | 1       |      | Apollon Smyrni - Izmir   |
|        | FW      | Georgios Kalafatis      | 1890                   | 1       |      | P.P.A.O.                 |
|        | DF      | Nikos Kaloudis          | 1899                   | 1       |      | Piraiki Enosi            |
|        | MF      | Apostolos Nikolaidis    | 1896                   | 1       |      | P.P.A.O.                 |
|        | FW      | Theodoros Nikolaidis    | 1899                   | 1       |      | Goudi Athina             |
|        | MF      | Christos Peppas         | 1899                   | 1       |      | Piraiki Enosi            |
|        |         | Vassilis Samios         |                        | 0       |      | Apollon Smyrni - Izmir   |
|        |         | Ioannis Stavropoulos    |                        | 0       |      | P.P.A.O.                 |

## Itàlia
Entrenador: Giuseppe Milano
| Dorsal | Posició | Jugador                      | Data de naixement/edat           | Partits | Gols | Club                       |
| ------ | ------- | ---------------------------- | -------------------------------- | ------- | ---- | -------------------------- |
|        | MF      | Guido Ara                    |                                  | 0       |      | U.S. Pro Vercelli          |
|        | FW      | Emilio Badini                | 4 d'agost de 1897 (23 anys)      | 0       |      | Bologna F.C.               |
|        | FW      | Adolfo Baloncieri            | 27 de juliol de 1897 (23 anys)   | 1       |      | U.S. Alessandria           |
|        | FW      | Guglielmo Brezzi             | 24 de desembre de 1898 (21 anys) | 3       |      | Genoa C.F.C.               |
|        | DF      | Antonio Bruna                | 14 de febrer de 1895 (25 anys)   | 1       |      | F.C. Juventus              |
|        | MF      | Luigi Burlando               | 23 de gener de 1899 (21 anys)    | 0       |      | S.G. Andrea Doria          |
|        | GK      | Piero Campelli               | 20 de desembre de 1893 (26 anys) | 5       |      | F.C. Internazionale Milano |
|        | FW      | Adevildo De Marchi           | 24 d'agost de 1894 (26 anys)     | 0       |      | S.G. Andrea Doria          |
|        | MF      | Gracco De Nardo              | 1893                             | 0       |      | Spes Genova                |
|        | DF      | Renzo De Vecchi              | 3 de febrer de 1894 (26 anys)    | 20      |      | Genoa C.F.C.               |
|        | FW      | Pio Ferraris                 | 19 de maig de 1899 (21 anys)     | 0       |      | F.C. Juventus              |
|        | FW      | Giuseppe Forlivesi           | 28 de març de 1894 (26 anys)     | 1       |      | Modena F.C.                |
|        | GK      | Giovanni Giacone             | 1 de desembre de 1900 (19 anys)  | 2       |      | F.C. Juventus              |
|        | MF      | Cesare Lovati                | 25 de desembre de 1894 (25 anys) | 3       |      | A.C. Milan                 |
|        | FW      | Giustiniano Marucco          | 22 d'agost de 1899 (21 anys)     | 0       |      | Novara Calcio              |
|        | MF      | Mario Meneghetti             | 4 de febrer de 1893 (27 anys)    | 1       |      | Novara Calcio              |
|        | MF      | Giuseppe Parodi              | 17 de desembre de 1892 (27 anys) | 2       |      | U.S. Pro Vercelli          |
|        | MF      | Ettore Reynaudi              | 4 de novembre de 1895 (24 anys)  | 1       |      | Novara Calcio              |
|        | FW      | Rinaldo Roggero              | 1891                             | 0       |      | Savona F.B.C.              |
|        | DF      | Virginio Rosetta             | 25 de febrer de 1902 (18 anys)   | 0       |      | U.S. Pro Vercelli          |
|        | FW      | Aristodemo Emilio Santamaria | 9 de febrer de 1892 (28 anys)    | 1       |      | Genoa C.F.C.               |
|        | MF      | Enrico Sardi                 | 1 d'abril de 1891 (29 anys)      | 4       |      | Genoa C.F.C.               |

## Iugoslàvia
Entrenador: Veljko Ugrinić
| Dorsal | Posició | Jugador            | Data de naixement/edat           | Partits | Gols | Club                 |
| ------ | ------- | ------------------ | -------------------------------- | ------- | ---- | -------------------- |
|        | FW      | Slavin Cindrić     | 1901                             |         |      | Concordia Zagreb     |
|        | MF      | Artur Dubravčić    | 15 de setembre de 1894 (25 anys) |         |      | Concordia Zagreb     |
|        | MF      | Ivan Granec        | 8 de setembre de 1897 (22 anys)  |         |      | Građanski Zagreb     |
|        | DF      | Mihailo Jovanović  |                                  |         |      | Jugoslavija Belgrade |
|        | FW      | Andrija Kojić      | 28 d'agost de 1896 (24 anys)     |         |      | BSK Belgrade         |
|        | FW      | Emil Perška        | 20 de juny de 1897 (23 anys)     |         |      | Građanski Zagreb     |
|        | DF      | Branimir Porobić   | 5 de gener de 1901 (19 anys)     |         |      | BSK Belgrade         |
|        | DF      | Rudolf Rupec       | 17 de setembre de 1895 (24 anys) |         |      | Građanski Zagreb     |
|        | FW      | Jovan Ružić        | 12 de desembre de 1898 (21 anys) |         |      | Jugoslavija Belgrade |
|        | DF      | Jaroslav Šifer     | 12 d'agost de 1895 (25 anys)     |         |      | Građanski Zagreb     |
|        | MF      | Nikola Simić       | 2 de desembre de 1897 (22 anys)  |         |      | BSK Belgrade         |
|        | MF      | Josip Šolc         | 30 de gener de 1898 (22 anys)    |         |      | Concordia Zagreb     |
|        | GK      | Nikola Stanković   |                                  |         |      | BSK Belgrade         |
|        | DF      | Stanko Tavčar      | 2 de febrer de 1898 (22 anys)    |         |      | Ilirija Ljubljana    |
|        | MF      | Dragutin Vragović  | 1901                             |         |      | Građanski Zagreb     |
|        | GK      | Dragutin Vrđuka    | 3 d'abril de 1895 (25 anys)      |         |      | Građanski Zagreb     |
|        | DF      | Vjekoslav Župančić | 7 de febrer de 1900 (20 anys)    |         |      | HAŠK Zagreb          |

## Luxemburg
Entrenador:
| Dorsal | Posició | Jugador            | Data de naixement/edat           | Partits | Gols | Club                     |
| ------ | ------- | ------------------ | -------------------------------- | ------- | ---- | ------------------------ |
|        | MF      | Robert Elter       | 20 d'abril de 1899 (21 anys)     |         |      | Sporting Club Luxembourg |
|        | MF      | Émile Hamilius     | 16 de maig de 1897 (23 anys)     |         |      | CS Fola Esch             |
|        | FW      | Ch. Kieffer        |                                  |         |      | Jeunesse Esch            |
|        | FW      | J. Kieffer         |                                  |         |      | CS Fola Esch             |
|        | DF      | Joseph Koetz       | 29 de maig de 1897 (23 anys)     |         |      | CS Fola Esch             |
|        | MF      | Kolden             |                                  |         |      | CS Fola Esch             |
|        | GK      | Charles Kruger     | 9 de març de 1896 (24 anys)      |         |      | Stade Düdelingen         |
|        | MF      | François Langers   | 16 de març de 1896 (24 anys)     |         |      | Jeunesse Esch            |
|        | FW      | Arthur Leesch      | 23 de gener de 1894 (26 anys)    |         |      | US Hollerich-Bonneweg    |
|        | FW      | Jean Massard       | 17 de setembre de 1894 (25 anys) |         |      | CS Fola Esch             |
|        | MF      | Léon Metzler       | 4 de juny de 1896 (24 anys)      |         |      | FCM Young Boys Diekirch  |
|        | DF      | Thomas Schmit      | 26 d'abril de 1894 (26 anys)     |         |      | US Hollerich-Bonneweg    |
|        | MF      | Camille Schumacher | 6 de maig de 1896 (24 anys)      |         |      | CS Fola Esch             |
|        | DF      | Remy               |                                  |         |      | FC The National          |
|        | DF      | Michel Ungeheuer   | 16 de juny de 1890 (30 anys)     |         |      | US Hollerich-Bonneweg    |
|        | GK      | Jean Valin         |                                  |         |      | US Hollerich-Bonneweg    |

## Noruega
Entrenador:  James McPherson
| Dorsal | Posició | Jugador              | Data de naixement/edat           | Partits | Gols | Club                |
| ------ | ------- | -------------------- | -------------------------------- | ------- | ---- | ------------------- |
|        | FW      | Rolf Aas             | 12 d'octubre de 1891 (28 anys)   |         |      | Mercantile          |
|        | FW      | Arne Andersen        | 21 d'abril de 1900 (20 anys)     |         |      | Kvik (Fredrikshald) |
|        | MF      | Gunnar Andersen      | 18 de març de 1890 (30 anys)     |         |      | Lyn                 |
|        | DF      | Otto Aulie           | 27 de setembre de 1894 (25 anys) |         |      | Lyn                 |
|        | FW      | Einar Gundersen      | 20 de setembre de 1896 (23 anys) |         |      | Odd                 |
|        | MF      | Asbjørn Halvorsen    | 3 de desembre de 1898 (21 anys)  |         |      | Sarpsborg           |
|        | FW      | Johnny Helgesen      | 1 de gener de 1897 (23 anys)     |         |      | Kvik (Fredrikshald) |
|        | FW      | Per Holm             | 10 de gener de 1899 (21 anys)    |         |      | Sarpsborg           |
|        | DF      | John Johnsen         | 17 de març de 1895 (25 anys)     |         |      | Brann               |
|        | GK      | Alf Lagesen          | 24 de juny de 1897 (23 anys)     |         |      | Drammen             |
|        | MF      | Ellef Mohn           | 13 d'agost de 1894 (26 anys)     |         |      | Frigg               |
|        | FW      | Michael Paulsen      | 1 de març de 1899 (21 anys)      |         |      | Ørn                 |
|        | FW      | Rolf Semb-Thorstvedt | 3 d'abril de 1898 (22 anys)      |         |      | Frigg               |
|        | DF      | Per Skou             | 20 de maig de 1891 (29 anys)     |         |      | Lyn                 |
|        | GK      | Sigurd Wathne        | 12 de febrer de 1898 (22 anys)   |         |      | Brann               |
|        | FW      | Einar Wilhelms       | 2 d'agost de 1895 (25 anys)      |         |      | Fredrikstad         |
|        | MF      | Adolph Wold          | 30 de setembre de 1892 (27 anys) |         |      | Ready               |

## Països Baixos
Entrenador:  Frederick Warburton
| Dorsal | Posició | Jugador                   | Data de naixement/edat           | Partits | Gols | Club             |
| ------ | ------- | ------------------------- | -------------------------------- | ------- | ---- | ---------------- |
|        | FW      | Tinus "Harry" van Beurden | 30 abril 1893                    |         |      | Willem II        |
|        | FW      | Arie Bieshaar             | 15 de març de 1889 (31 anys)     |         |      | Haarlem          |
|        | MF      | J. L. Boerdam             |                                  |         |      | VOC Rotterdam    |
|        | MF      | Leo Bosschart             | 24 d'agost de 1888 (32 anys)     |         |      | HVV Quick        |
|        | FW      | Evert Bulder              | 24 de desembre de 1894 (25 anys) |         |      | Be Quick         |
|        | FW      | Jaap Bulder               | 27 de setembre de 1896 (23 anys) |         |      | Be Quick         |
|        | DF      | Harry Dénis               | 28 d'agost de 1896 (24 anys)     |         |      | HBS Craeyenhout  |
|        | FW      | Joop van Dort             | 25 de maig de 1893 (27 anys)     |         |      | Ajax             |
|        | FW      | Ber Groosjohan            | 16 de juny de 1897 (23 anys)     |         |      | VOC Rotterdam    |
|        | FW      | Felix von Heijden         | 11 d'abril de 1890 (30 anys)     |         |      | Quick Nijmegen   |
|        | DF      | Eb van der Kluft          | 23 maig 1899                     |         |      | Blauw Wit        |
|        | MF      | Frits Kuipers             | 11 de juliol de 1899 (21 anys)   |         |      | HFC              |
|        | MF      | Evert van Linge           | 19 novembre 1895                 |         |      | Be Quick         |
|        | MF      | Herman Legger             | 7 juliol 1895                    |         |      | Be Quick         |
|        | GK      | Dick MacNeill             | 7 de gener de 1898 (22 anys)     |         |      | HVV              |
|        | FW      | Jan de Natris             | 13 de novembre de 1895 (24 anys) |         |      | Ajax             |
|        | FW      | Piet Peereboom            |                                  |         |      | HBS Craeyenhout  |
|        | FW      | Oscar van Rappard         | 2 d'abril de 1896 (24 anys)      |         |      | HBS Craeyenhout  |
|        | MF      | Henk Steeman              | 15 de gener de 1894 (26 anys)    |         |      | Sparta Rotterdam |
|        | GK      | Frans Tempel              | 20 de març de 1898 (22 anys)     |         |      | HVV Tubantia     |
|        | DF      | Ben Verweij               | 31 d'agost de 1895 (24 anys)     |         |      | HFC              |
|        | MF      | Jan de Vries              |                                  |         |      | ZAC Zwolle       |

## Regne Unit
Entrenador:
| Dorsal | Posició | Jugador            | Data de naixement/edat           | Partits | Gols | Club                               |
| ------ | ------- | ------------------ | -------------------------------- | ------- | ---- | ---------------------------------- |
|        | MF      | George Atkinson    |                                  |         |      | Bishop Auckland F.C.               |
|        | MF      | Jack Brennan       |                                  |         |      | Manchester City F.C.               |
|        | FW      | Harry Buck         |                                  |         |      | Millwall F.C.                      |
|        | FW      | Maurice Bunyan     | 14 d'octubre de 1894 (25 anys)   |         |      | Chelsea F.C.                       |
|        | DF      | Basil H. Gates     |                                  |         |      | London Caledonians                 |
|        | FW      | H A Hambleton      |                                  |         |      | Corinthian F.C.                    |
|        | MF      | Charles Harbidge   | 15 de juliol de 1891 (29 anys)   |         |      | Reading F.C.                       |
|        | FW      | W E Harding        |                                  |         |      | Cambridge University               |
|        | FW      | Kenneth Hegan      | 24 de gener de 1901 (19 anys)    |         |      | Corinthian F.C.                    |
|        | MF      | Kenneth Hunt       | 24 de febrer de 1884 (36 anys)   |         |      | Corinthian F.C.                    |
|        | FW      | C R Julian         |                                  |         |      | Old Westminsters                   |
|        | DF      | Arthur Knight      | 7 de setembre de 1887 (32 anys)  |         |      | Portsmouth F.C.                    |
|        | GK      | James Mitchell     | 18 de novembre de 1897 (22 anys) |         |      | Manchester University              |
|        | FW      | Frederick Nicholas | 25 de juliol de 1893 (27 anys)   |         |      | Corinthian F.C.                    |
|        | MF      | John Payne         |                                  |         |      | Leytonstone F.C.                   |
|        | FW      | Herbert Prince     | 14 de gener de 1892 (28 anys)    |         |      | Royal Army Medical Corps Aldershot |
|        | FW      | Richard Sloley     | 20 d'agost de 1891 (29 anys)     |         |      | Corinthian F.C.                    |
|        | DF      | H P Ward           |                                  |         |      | Oxford University                  |
|        | GK      | G Wiley            |                                  |         |      | Belmont Mines Athletic             |

## Suècia
Entrenador: Anton Johanson
| Dorsal | Posició | Jugador                     | Data de naixement/edat           | Partits | Gols | Club            |
| ------ | ------- | --------------------------- | -------------------------------- | ------- | ---- | --------------- |
|        | FW      | Rune Bergström              | 5 de setembre de 1891 (28 anys)  | 17      |      | AIK             |
|        | FW      | Albin Dahl                  | 2 de gener de 1900 (20 anys)     | 3       |      | Landskrona BoIS |
|        | MF      | Karl «Köping» Gustafsson    | 16 de setembre de 1888 (31 anys) | 28      |      | Djurgårdens IF  |
|        | FW      | Einar Halling-Johansson     | 14 octubre 1893                  |         |      | Örgryte IS      |
|        | DF      | Fritjof «Fritte» Hillén     | 19 de maig de 1893 (27 anys)     | 1       |      | GAIS            |
|        | FW      | Herbert «Murren» Karlsson   | 8 de setembre de 1896 (23 anys)  | 10      |      | IFK Göteborg    |
|        | DF      | Valdus «Gobben» Lund        | 4 d'abril de 1895 (25 anys)      | 12      |      | IFK Göteborg    |
|        | DF      | Bertil «Nocke» Nordenskjöld | 24 de maig de 1891 (29 anys)     | 6       |      | Djurgårdens IF  |
|        | MF      | Albert «Abbe» Öijermark     | 16 de febrer de 1900 (20 anys)   | 0       |      | Djurgårdens IF  |
|        | FW      | Albert «Abben» Olsson       | 28 de novembre de 1896 (23 anys) | 2       |      | GAIS            |
|        | FW      | Mauritz «Moje» Sandberg     | 15 de novembre de 1895 (24 anys) | 8       |      | IFK Göteborg    |
|        | DF      | Vidar Stenborg              | 24 maig 1894                     |         |      | IFK Eskilstuna  |
|        | MF      | Ragnar «Ragge» Wicksell     | 26 de setembre de 1892 (27 anys) | 28      |      | Djurgårdens IF  |
|        | GK      | Robert Zander               | 18 de setembre de 1895 (24 anys) | 8       |      | Örgryte IS      |

## Txecoslovàquia
Entrenador: Josef Fanta
| Dorsal | Posició | Jugador             | Data de naixement/edat           | Partits | Gols | Club               |
| ------ | ------- | ------------------- | -------------------------------- | ------- | ---- | ------------------ |
|        | DF      | Antonín Hojer       | 13 de març de 1894 (26 anys)     | 0       |      | AC Sparta Praga    |
|        | FW      | Antonín Janda-Očko  | 21 de setembre de 1892 (27 anys) | 0       |      | AC Sparta Praga    |
|        | GK      | Rudolf Klapka       | 24 d'agost de 1889 (31 anys)     | 0       |      | SK Viktoria Žižkov |
|        | MF      | František Kolenatý  | 29 de gener de 1900 (20 anys)    | 0       |      | AC Sparta Praga    |
|        | MF      | Antonín Perner      | 29 de gener de 1899 (21 anys)    | 0       |      | AC Sparta Praga    |
|        | MF      | Karel Pešek-Káďa    | 20 de setembre de 1895 (24 anys) | 0       |      | AC Sparta Praga    |
|        | GK      | František Peyr      | 5 d'agost de 1896 (24 anys)      | 0       |      | AC Sparta Praga    |
|        | FW      | Václav Pilát        | 6 de maig de 1888 (32 anys)      | 0       |      | AC Sparta Praga    |
|        | FW      | Jan Plaček          | 5 d'octubre de 1894 (25 anys)    | 0       |      | AC Sparta Praga    |
|        | DF      | Miroslav Pospíšil   | 27 de setembre de 1890 (29 anys) | 0       |      | AC Sparta Praga    |
|        | FW      | Josef Sedláček I    | 15 de desembre de 1893 (26 anys) | 0       |      | AC Sparta Praga    |
|        | MF      | Emil Seifert        | 28 d'abril de 1900 (20 anys)     | 0       |      | SK Viktoria Žižkov |
|        | FW      | Otakar Škvajn-Mazal | 3 de juny de 1894 (26 anys)      | 0       |      | AC Sparta Praga    |
|        | DF      | Karel Steiner       | 26 de gener de 1895 (25 anys)    | 0       |      | SK Viktoria Žižkov |
|        | FW      | Jan Vaník           | 7 de maig de 1891 (29 anys)      | 0       |      | SK Slavia Praha    |
|        | MF      | Jaroslav Červený    | 1 de juny de 1895 (25 anys)      | 0       |      | AC Sparta Praga    |
|        | MF      | Karel Hromadník     |                                  | 0       |      | AFK Union Žižkov   |
|        | MF      | Josef Kuchař        | 2 abril 1901                     | 0       |      | AFK Union Žižkov   |
|        | FW      | Václav Prošek       |                                  | 0       |      | SK Slavia Praha    |
|        | FW      | Václav Šubrt        |                                  | 0       |      | SK Slavia Praha    |